# Volchart Meier
Volchart Meier (* 27. August 1761 in Bremen; † 9. April 1811 in Bremen) war ein Jurist und Bremer Senator/Ratsherr.

## Biografie
Meier war der Sohn des Senators Heinrich Hermann Meier (1730–1782). Er war der Onkel von Senator Justin Friedrich Wilhelm Iken (1785–1866).
Er absolvierte seine Schulzeit in Bremen, ab 1778 am Gymnasium Illustre in Bremen. Er studierte ab 1779 Rechtswissenschaften an der Universität Rinteln, ab 1780 an der Universität Göttingen und ab 1782 an der Universität Marburg. Er promovierte 1783 in Marburg zum Dr. jur.
  
Von 1787 bis 1811 (†) war er als Nachfolger von Caspar Meier Bremer Senator. 